# Blackburn
Blackburn /ˈblækbərn/ ⓘ là một thị trấn lớn nằm trong Lancashire, Anh. Nó nằm ở phía bắc của Moors Tây pennines ở rìa phía nam của Ribble Valley, 9 dặm (14 km) về phía đông của Preston, 20,9 dặm (34 km) Bắc Tây Bắc của Manchester và 9 dặm (14 km) phía bắc của biên giới Greater Manchester. và nó tạo thành cơ chế thống nhất của Blackburn với Darwen; Blackburn là trung tâm hành chính của nó. Tại thời điểm điều tra năm 2001 của Chính phủ Anh, Blackburn có dân số 105.085. trong khi các quận rộng lớn hơn của Blackburn với Darwen có dân số 140.700. trong khi khu vực rộng hơn của Blackburn với Darwen có dân số 140,700.
Một cựu thị trấn xưởng, hàng dệt đã được sản xuất tại Blackburn kể từ giữa thế kỷ XIII, khi len được dệt trong nhà của người dân trong hệ thống trong nước. Những người dệt vải Flemish định cư ở khu vực này trong thế kỷ XIV đã giúp phát triển ngành công nghiệp len len. James Hargreaves, nhà phát minh của jenny spinning, là một thợ dệt trong Oswaldtwistle gần Blackburn và thời gian nhanh nhất của tăng trưởng và phát triển trong lịch sử của Blackburn trùng hợp với sự nghiệp công nghiệp và mở rộng sản xuất dệt may. Blackburn là một sự bành trướng của Cách mạng Công nghiệp và giữa các thị trấn công nghiệp hoá đầu tiên trên thế giới 
Ngành dệt may của Blackburn rơi vào suy thoái cuối cùng từ giữa thế kỷ XX và sau đó đã phải đối mặt với những thách thức tương tự đối với các thành phố phía bắc hậu công nghiệp khác, bao gồm việc giải phóng công nghiệp, thiếu kinh tế và các vấn đề nhà ở. Trong những thập kỷ gần đây, thị trấn đã trải qua mức độ quan trọng của di cư, với những người bản sắc dân tộc khác ngoài Anh trắng chiếm 30,8% dân số, trên mức trung bình trong khu vực và quốc gia. Blackburn đã có một khoản đầu tư và tái phát triển đáng kể từ năm 1958 thông qua ngân sách của chính phủ và Quỹ Phát triển Vùng Châu Âu  trên mức trung bình của khu vực và quốc gia. Blackburn đã có một khoản đầu tư và tái phát triển đáng kể từ năm 1958 thông qua ngân sách của chính phủ và Quỹ Phát triển Vùng Châu Âu.